# Фотоплёнка тип-220
Фотоплёнка тип-220 — тип неперфорированной катушечной фотоплёнки, предназначенной для среднеформатных фотокамер. На сегодняшний день, плёнки типов 220 и 120 — единственные производимые фотоматериалы для среднего формата.

## Предыстория
Законодателем стандартов в области фотоплёнок была фирма Eastman Kodak. Некоторое время фирма маркировала плёнки по названию камер, для которых они были предназначены. В 1908 году для удобства маркировка плёнок была переведена фирмой Kodak на цифровые обозначения. Нумерация типов плёнок была порядковой. Изначально цифровые обозначения плёнок применялись изготовителем лишь для внутренних нужд, однако, к 1913 году номерное обозначение типов плёнки попало на страницы каталогов продукции. Далее цифровой код плёнки не мог быть порядковым. Требовалась понятность покупателю.
Плёнка типа 120 была внедрена фирмой Kodak в 1901 году для выпускаемой ею камеры «Brownie No. 2». Однако своё сегодняшнее название было получено лишь в 1908 году. Плёнка задумывалась для применения в любительской фотографии.

## Появление плёнки типа 220
В 1965 году появилась плёнка с «говорящим» названием тип 220. Эта была плёнка типа 120 удвоенной длины. Такое количество плёнки удалось уместить на шпульке благодаря почти полному удалению ракорда. Оставался он лишь в начале и конце плёнки и служил для транспортировки катушки и зарядки камеры на свету. Этот тип плёнки не может использоваться в камерах, оборудованных контрольным окном на задней стенке именно из-за отсутствия ракорда. По тем же причинам номера кадров больше не указывались. Еще одним нюансом, вызванным отсутствием ракорда, стал прижимной столик плёнки на заднике. На некоторых камерах появился селектор положения прижимного столика, на других — сменный задник.

## Перспективы
К расцвету цифровой фототехники для среднего формата, по сути, осталось только два типа плёнки: 220 и 120. На сегодняшний день 220-й тип (и его вариация 120) находит применение, в основном, в профессиональной съёмке, реже — в любительской. Плёнка этого типа, хоть и не часто, но встречается в продаже. В настоящее время рынок плёночной фототехники настойчиво вытесняется цифровой аппаратурой и предположения о переходе на другие типы форматов, со среднеформатных плёнок, ставших классическими, уже маловероятны. 

В СССР плёнка типа 220 не выпускалась.

## Описание типа

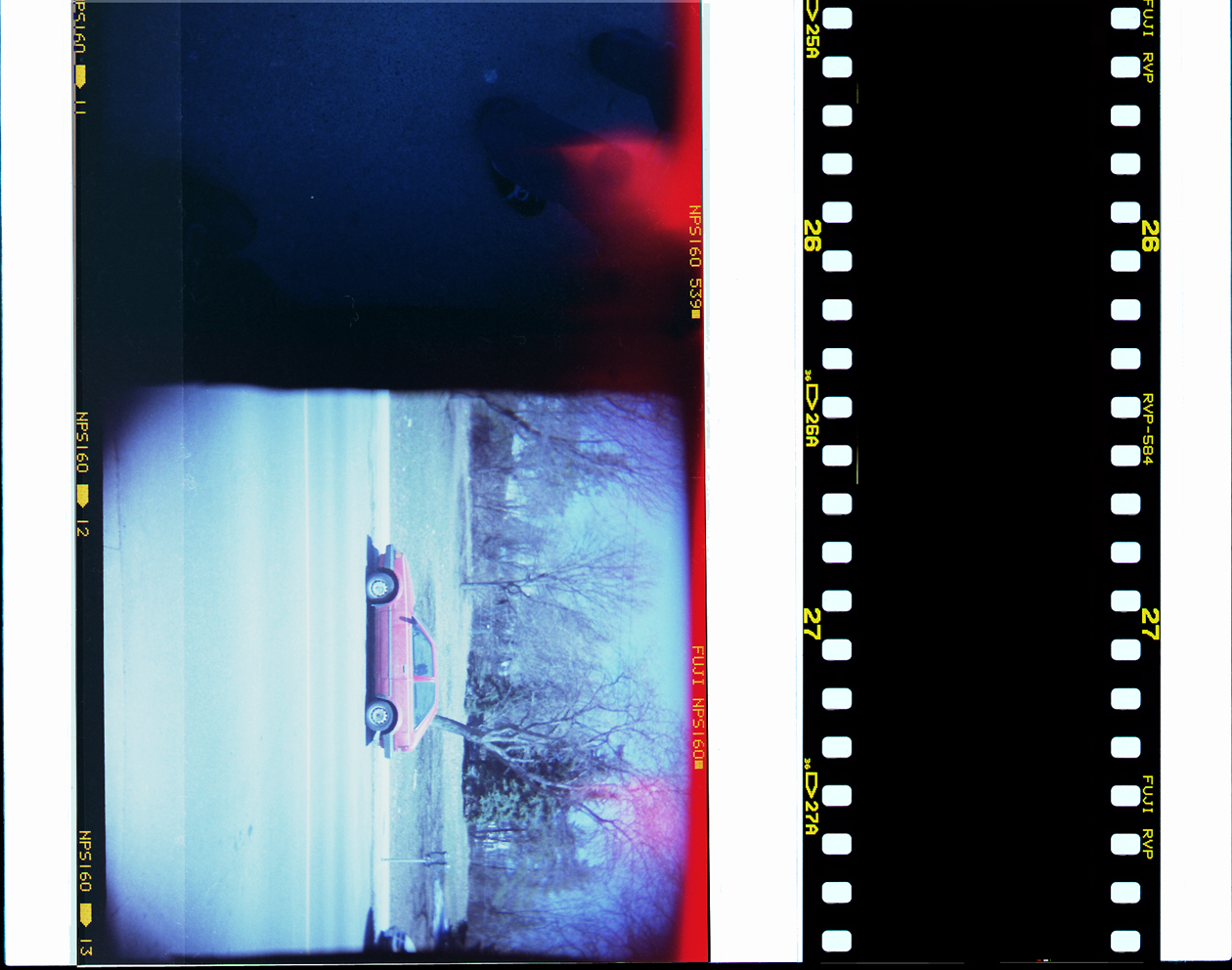
Слева плёнка типа 220, справа — типа 135

Плёнка типа 220 поставляется неперфорированной, в катушках без кассеты. Шпулька катушки на сегодняшний день изготавливается из пластмассы. Несмотря на отсутствие кассеты, плёнка предназначена для зарядки на свету. Защиту от засветки выполняет ракорд: слой чёрной непрозрачной бумаги, покрывающий плёнку в начале и конце (выходя за границы плёнки). Приёмная шпулька (в некоторых моделях камер может представлять собой аналогичную кассету) располагается внутри камеры. При зарядке камеры сперва разматывается только ракорд, подрезанный для удобства зарядки в приёмную шпульку. После зарядки и закрытия камеры продолжают намотку на приёмную шпульку. Это необходимо для установки напротив окна экспозиции начала плёнки.
Ширина плёнки составляет 61,5 мм, что совпадает с плёнкой типа 120. Длина — 1651—1702 мм. Длина плёнки вместе с ракордом — 2544 мм. Спецификация для плёнки типа 220 определяются стандартом ISO-732.

## Размеры кадра

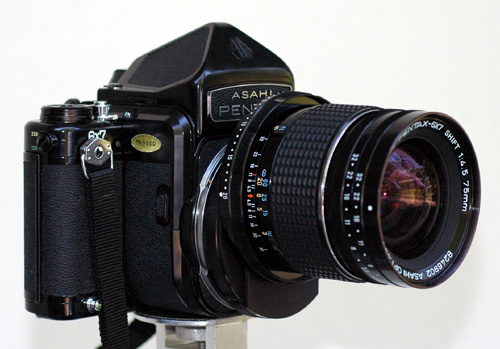
Среднеформатная SLR-камера Pentax формата 6×7.

Размер кадра может варьироваться как самой камерой, так и применяемыми к ней сменными задниками или рамками. Количество кадров на одной плёнке зависит от применяемого формата и особенностей конкретной камеры. Форматы 6×12 и крупнее используются специальными панорамными камерами.
| Обозначение | Соотношение сторон | Номинальные размеры (мм) | Кадров на плёнку |
| ----------- | ------------------ | ------------------------ | ---------------- |
| 6 × 4.5     | 1.35:1             | 56 × 41.5 (57 × 41)      | 32 — 33          |
| 6 × 6       | 1:1                | 56 × 56 (57 × 57)        | 24               |
| 6 × 7       | 1.25:1             | 56 × 70 (57 × 72)        | 20               |
| 6 × 8       | 1.37:1             | 56 × 77                  | 18               |
| 6 × 9       | 1.50:1             | 56 × 84 (57 × 82,5)      | 16               |
| 6 × 12      | 2:1                | 56 × 112 (56 × 114)      | 12               |
| 6 × 17      | 3:1                | 56 × 168                 | 8                |
| 6 × 24      | 4:1                | 56 × 224                 | 6                |

## Другие типы среднеформатной плёнки
Основной современной альтернативой является плёнка типа 120. Это, появившийся на 64 года раньше 220-го типа, аналог с уменьшенной вдвое длиной и наличием ракорда по всей длине плёнки. Выпускается и применяется и по сей день.
Катушечная плёнка типа 105 была предложена фирмой Kodak в 1898 году для их первой складной камеры и имела размер кадра 6×9 см. В 1900 году Kodak внедрила плёнку типа 117 для своей первой камеры серии «Brownie» с форматом 6×6 см. Оба этих формата использовали плёнку той же ширины, что и тип 120 (61,5 мм), но с отличающимися шпульками. Для типа 105 шпулька была аналогичной применявшейся для 116-го типа. А шпулька типа 117 была немного уже чем у формата 120. 

Оба типа закончили своё существование в 1949 году, а тип 116 — в 1984.
620-й тип был введён Kodak в 1931 году как альтернатива для 120-го типа. Хотя использовался он в основном камерами Kodak, но получил большую популярность. 620-й тип являлся, по сути, тем же 120-м, но использовал более тонкую цельнометаллическую шпульку вместо деревянной. Такая шпулька позволяла Kodak создавать более компактные камеры, хотя существовали камеры для плёнки типа 120 с более компактными размерами чем камеры для плёнки типа 620. 

620-й тип прекратил своё существование в 1995 году, однако можно перемотать на использованную 620-ю шпульку плёнку с 120-й и использовать в камере формата 620.